# Henri-Auguste Widmer
Pour les articles homonymes, voir Widmer.
Henri-Auguste Widmer, né le 30 mai 1853 à Lausanne, où il est mort le 12 février 1939, est un médecin, mécène et collectionneur d'art vaudois.

## Biographie
Fils de cafetier, Henri-Auguste Widmer fréquente le gymnase classique puis part faire des études de médecine à Leipzig, Kiel et Bâle. Sa thèse de médecine présentée en 1881 traite du poids chez les aliénés. Henri-Auguste Widmer approfondit ses études auprès de Charcot à Paris, puis à Nancy auprès de Henri Bernheim, célèbre pour ses travaux sur l'hypnose.
De retour à Lausanne, il y ouvre un cabinet médical, offrant des consultations gratuites dans les dispensaires de quartier. Il épouse Mary Adrienne Emilie Curtat le 20 septembre 1882. Puis il prend la direction des Bains de Schönbrunn près de Zoug, où l'on pratique l'hydrothérapie, l'électrothérapie, etc. Il accepte la direction de la Métairie à Nyon, clinique pour malades psychiques. Il ouvre sous le nom de la Colline, à côté de la précédente, une clinique vouée aux maladies organiques qui remporte un rapide succès. Sur sa lancée, H.-A. Widmer ouvre une nouvelle Colline à Territet, spécialisée dans le traitement des troubles digestifs, nutritifs, nerveux, etc. Une troisième clinique, Valmont, est ouverte en 1905 à Glion, haut lieu du tourisme de la Riviera. Il abandonne la psychiatrie pour soigner les maladies digestives de la clientèle internationale fréquentant la région.
Pendant ces années, Henri-Auguste Widmer amasse une fortune considérable qu'il investit en voyages et surtout en achats d'œuvres d'art acquises principalement à l'étranger entre 1910 et 1930. Sa collection est éclectique, plutôt traditionnelle que moderne, mais d'excellente qualité.
La guerre chasse les riches étrangers de la région et les cliniques du docteur Widmer connaissent des années très difficiles. En 1924, il signe avec l'État de Vaud une convention qui, moyennant l'abandon des droits de succession sur son patrimoine, assure à l'État la possession de sa collection de peinture et de sculpture. L'affaire est suivie et négociée par le conservateur du Musée cantonal des beaux-arts, Émile Bonjour. Plus de 400 œuvres entrent ainsi dans les collections cantonales entre 1936 et 1939.

## Sources
- « Henri-Auguste Widmer », sur la base de données des personnalités vaudoises sur la plateforme « Patrinum » de la Bibliothèque cantonale et universitaire de Lausanne.
- La collection du Dr Henri-Auguste Widmer au Musée cantonal des beaux-arts de Lausanne, sous la dir. de Jörg Zutter et Catherine Lepdor, Milan, Lausanne, 1998
- Catherine Lepdor, "La collection du Dr. Henri-Auguste Widmer (1853-1939)", in L'art de collectionner collections d'art en Suisse depuis 1848, Zurich, 1998, p. 405 ss
- Albert Gonthier, Montreux et ses hôtes illustres, Yens, 1999, p. 85-87.